# Türkiye İşçi Partisi (2017)
Die Türkiye İşçi Partisi (Kurzbezeichnung: TİP; türkisch für „Arbeiterpartei der Türkei“) ist eine im Jahr 2017 gegründete sozialistisch-marxistische Partei in der Türkei.

## Geschichte
Die Partei stellt den Nachfolger der 1961 gegründeten, gleichnamigen Partei dar, die nach den Militärputschen 1971 und 1980 verboten worden war und sich später mit der damaligen Kommunistischen Partei der Türkei vereinigte.
Sie stellt seit den Parlamentswahlen 2018 zwei Abgeordnete, die ihre Sitze über Wahllisten der HDP erlangten.
Der preisgekrönte investigative Journalist und TBMM-Abgeordnete Ahmet Şık gab am 19. April 2021 seinen Beitritt zur TİP bekannt, nachdem er zuvor aus der HDP ausgetreten war.